# Британський експедиційний корпус (Друга світова війна)
Британський експедиційний корпус (англ. British Expeditionary Force (World War II) — експедиційне угруповання Збройних сил Великої Британії, яке брало участь у бойових діях в Європі на початковому періоді Другої світової війни. Іноді називається Британські експедиційні сили.
Британський експедиційний корпус розпочав формування у 1938 році на фоні зростаючої німецької загрози після аншлюсу Австрії Гітлером у березні 1938 року та наростанням судетської кризи.

### Історія
Британський експедиційний корпус, що діяв у Другій світовій війні, загальною чисельністю більш за 160 тис. чоловік, прибув до Франції до початку жовтня 1939. До кінця квітня 1940 чисельність британського експедиційного корпусу сягала 395 тис. чоловік. До складу експедиційного корпусу входили: управління трьох армійських корпусів, 10 піхотних дивізій, 3 дивізії охорони комунікацій, частини центрального підпорядкування. На озброєнні Британського експедиційного корпусу перебувало 310 танків, близько 1 350 гармат калібром від 75-мм і вище. У цілому британські експедиційні війська становили одну десяту від загальної чисельності союзних військ, що перебували на 10 травня 1940 року у Західній Європі.
Британським експедиційним корпусом командував генерал Дж. Горт, який підпорядковувався французькому вищому командуванню, але мав право безпосереднього зв'язку з військовим командуванням і урядом Англії.
Авіація до складу британських експедиційних сил не входила. Але для авіаційної підтримки британських військ у Франції були створені британські експедиційні ВПС у складі 13 ескадрилей, які знаходилися в оперативному підпорядкуванні генерала Дж. Горт. Крім того, на французькі аеродроми було перебазовано 12 ескадрилей передових ударних сил британських ВПС. Всього у Франції перебувало близько 500 британських літаків.
У період з 10 травня по 4 червня 1940 року Британський експедиційний корпус брав участь у бойових діях проти німецьких військ у Французькій кампанії. З 15 травня експедиційні сили почали загальний відступ. З особливим завзяттям вони билися в районі Дюнкерка.
З 27 травня по 4 червня експедиційний корпус був евакуйований до Англії. Загалом в процесі операції було евакуйовано з континентальної Європи 198 229 британських солдатів, а також 139 997 французьких і бельгійських військовиків. Колосальні за масштабом обсяги зброї, військової техніки, озброєння, майна та оснащення були кинуті напризволяще на французькому березі.
Згодом британське керівництво влаштувало тотальну евакуацію своїх сил з території Франції. Операція під кодовою назвою «Аріель» була проведена з 15 по 25 червня 1940 року з метою вивезення максимальної кількості британських військових зі складу експедиційних сил з континенту через морські порти на західному узбережжі Франції.
У Французькій кампанії в період з 10 травня до капітуляції союзника 22 червня 1940 БЕК зазнав серйозних втрат. 68 000 британських солдатів та офіцерів загинуло, зникло безвісти, потрапило до полону або отримали поранення, зокрема безповоротні втрати становили 12 431 вбитий і 41 030 військовополонених. Уся важка військова техніка кинута, з 445 танків практично усі були залишені або постраждали у боях з німецьким Вермахтом. Також Британський експедиційний корпус втратив 2472 артилерійські установки, 20 000 мотоциклів та 65 000 інших транспортних засобів; 377 000 тонн військового майна, у тому числі 68 000 тонн боєприпасів й 147 000 тонн палива.